# Rizzo (famiglia)
La famiglia Rizzo è una famiglia nobile italiana, la cui ascendenza è attestata dalla fine del XIII secolo sino ai giorni nostri.

## Storia
Il nome della famiglia ha subito variazioni ortografiche a seconda dell'epoca e dei rami: nell'antichità erano denominati anche Riccio, Ricci oppure Ritii. L'unica linea superstite, quella cilentana, ha modificato il cognome in Rizzo dei Ritii con R.D. del 14 giugno 1941.
I Rizzo discenderebbero, secondo la tradizione, dai patrizi romani Ritius, i quali, a seguito delle invasioni barbariche, presero nuova dimora sulla costiera amalfitana, da dove originarono il ramo napoletano (poi cilentano), da esso quello molisano ed abruzzese, e la linea siciliana. Lo storico Carlo Padiglione attribuì l'arme della discendenza di Trinacria come stemma alternativo del casato partenopeo. Riguardo all'origine dei Rizzo, vi sono inoltre altre ipotesi: secondo gli storici Carlo De Lellis e Cristoforo Landino essi discenderebbero dai Ricci di Firenze, mentre per Francesco Alvino proverrebbero da Amalfi o Napoli, e si sarebbero poi trapiantati a Castellammare di Stabia.
La prima attestazione storica dei Rizzo campani l'abbiamo con Giovanni, il quale fu tra i baroni del Principato Citra che prestarono denaro al re Carlo I d'Angiò nell'anno 1276, mentre i Rizzo furono presenti in Sicilia dal XIV secolo fino all'inizio del XX secolo, quando si estinsero nella famiglia Riolo. Anche i Rizzo di Piacenza deriverebbero dal principale lignaggio della casata.
La famiglia fu molto attiva sotto i sovrani angioini ed aragonesi, rivestendo cariche importanti nella magistratura e nell'esercito, con conseguente elargizione di feudi e privilegi, e venendo ascritta ai Seggi di Forcella (1444) e Nido (1501) dei Sedili di Napoli, ma agli inizi del XVIII secolo perse gli onori del patriziato, in quanto abbandonò Napoli per trasferirsi definitivamente nel Cilento.

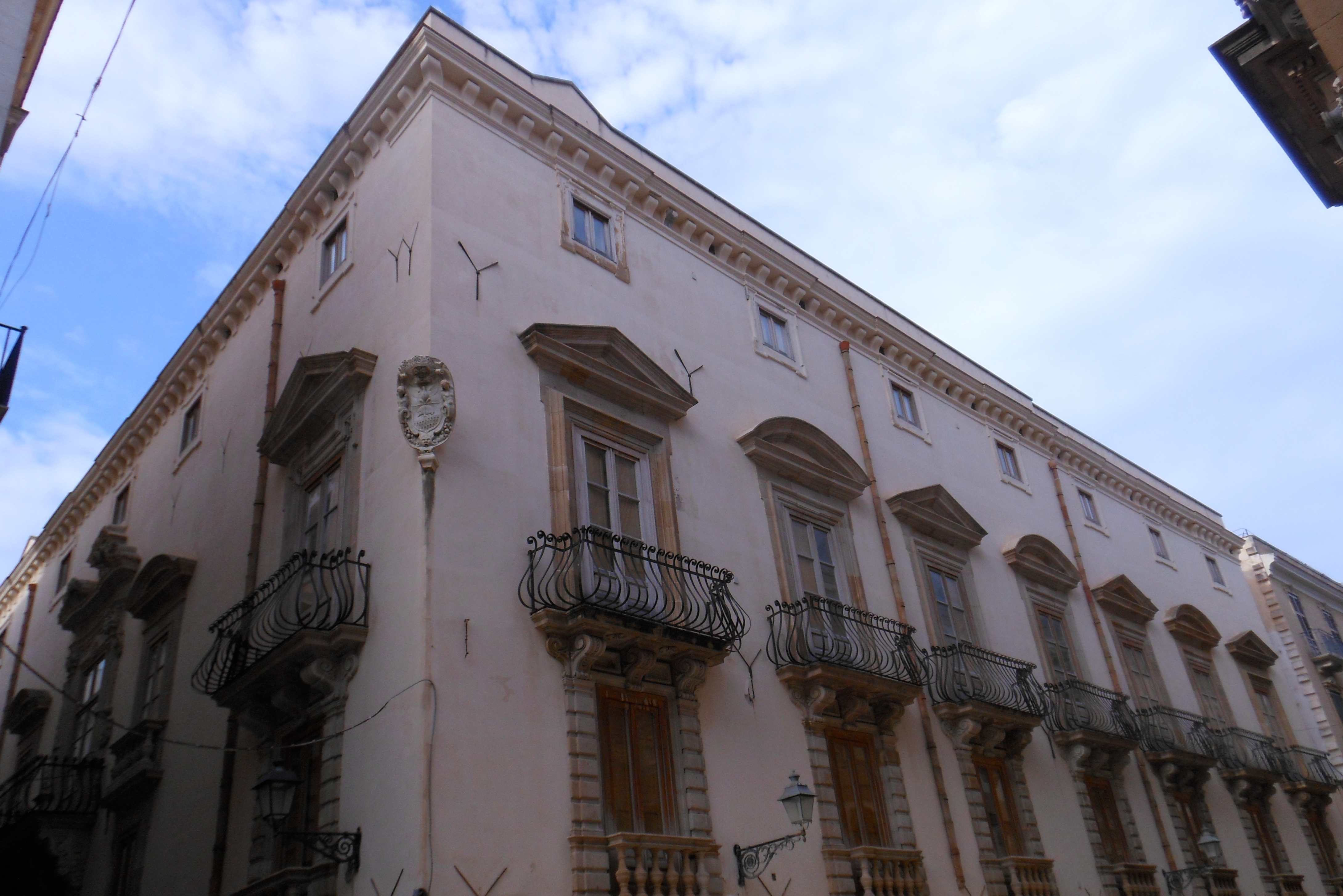
Palazzo Riccio di San Gioacchino, Trapani

Un ramo della famiglia passò in Sicilia nel 1321 con Sergio Riccio, il quale vi giunse come visitatore delle fortezze di quel Regno. Stabilitasi quindi in Sicilia, la famiglia si propagò a Catania, Messina (da rimarcare la baronia di Merì), Palermo e Trapani. In quest'ultima città si distinse per le primarie cariche che vi occupò. Possedette le baronie delle isole di Arcudaci, Favignana, Levanzo, Marettimo, San Gioacchino e Sant'Anna.
Un altro ramo della famiglia, passò da Napoli in Felitto nel 1550 con Luigi Riccio figlio di Michele e Beatrice Caracciolo-Pisquizi di Castelfranco, il quale, dovendo conseguire una grossa somma di denaro dalla Principessa Donna Enrichetta Sanseverino Signora di Felitto, gli assegnò suddetto feudo affinché colle di lei rendite soddisfacesse al debito.  Qui troviamo Leonardo, figlio di Francesco e della Baronessa Rosa Ciardulli di Laurino, il quale nacque il 16 giugno 1640, laureato in Napoli fu regio notaio esercitando varie onorevoli cariche. Sposò la Baronessa Vittoria Pepoli di San Giovanni dalla quale ebbe due figli entrambi avvocati. Successivamente un ramo del suddetto andò ad abitare in Castel San Lorenzo, dove nel 1770 con regio decreto di Re Ferdinando I delle Due Sicilie ottennero il titolo di Marchese sul cognome. La linea si è estinta nel 1981 ma confluita in casa Nigro-Senescente i quali hanno inglobato stemma e titoli.

## Parentele
La famiglia Rizzo contrasse matrimoni con le principali famiglie nobili dell'Italia meridionale, quali d'Alessandro, Billotta, Brancaccio, Caldora, Capece Aprano, Caracciolo, Carafa, Carbone, Carmignano, Correale, Domini Martini, Fontanarosa, Franchi, Galeota, Galluccio, de Liguoro, Longo, Macedonio, Niglio, Pandone, Saraceno, Seripando, del Tufo, Zurlo e, negli ultimi tempi, con la famiglia di armatori statunitensi Shewan.

## Stemma e motto
Da studi sulle sepolture nel Duomo di Amalfi sembra che lo stemma antico fosse troncato al 1º d'argento al riccio di nero al naturale e al 2º a tre fasce controinnestate di nero, quindi del tutto simile a quello originario dei Rizzo di Sicilia. Il 24 dicembre 1454 l'imperatore Federico III d'Asburgo ricompensò i Rizzo per i loro meriti definendone la composizione dello stemma: interzato in fascia, al 1º d'oro all'aquila di nero, nascente dalla partizione, con il volo abbassato, coronata del campo; al 2º d'oro al riccio di nero; al 3º d'oro a due fasce ondate d'azzurro, avente per cimiero un'aquila nera coronata d'oro e svolazzi di oro, nero ed azzurro.
Il motto della famiglia, tratto dall'opera Le metamorfosi di Ovidio, è costituito dall'espressione latina meliora latent, che tradotta significa le cose migliori sono nascoste, e vuol essere un omaggio all'arte dello scoprire le verità che si celano dietro le apparenze.

## Feudi
Tra i numerosi feudi e conseguenti titoli nobiliari di cui godette in passato la famiglia, vi furono:
- Marchesati: Castrovetere (1648) sulla terra di Castelvecchio[31][32], con il titolo di marchese sul cognome (dal 27 giugno 1770)[7];
- Contee: Buccino e Cariati, e in più il titolo di conte palatino;
- Baronie: Camposano, Colli[33] (acquistato da Giovanni Luigi Rizzo nel 1530 da Federico Pandone, barone di Cerro al Volturno, e venduto da Ottavio Rizzo il 22 maggio 1570 al nobile Carlo Greco[34]), Contursi, Finocchito, Oratino, Pietraferrazzana[35], Postiglione[36], Rocchetta[34], Santo Stefano[34], Tortorella, Trentola[37] e Trentinara[34];
- Signorie: Badia di San Vincenzo al Volturno[38], Bojano[39], Castelpizzuto[34], Giugliano[34], Grottolella/Grotta Castagnara[34], Latronico, Polignano, Roccamandolfi[40] e Trecchina;
- Patriziato: patrizio napolitano presso i Seggi di Forcella e Nilo dei Sedili di Napoli, riservato ai membri di sesso maschile;
- Nobile: nobile (del Regno d'Italia), riservato ai maschi e alle femmine dell'unica linea superstite.

## Opere
Mentre il principale palazzo di famiglia presso l'antico Seggio di Nido in Napoli non è più presente, permangono varie tombe di esponenti della casata e monumenti funebri di celebri artisti in diverse chiese del capoluogo campano. Segnaliamo – tra le altre – le basiliche di San Domenico Maggiore, Sant'Anna dei Lombardi, Santa Chiara, Santa Maria della Stella e Santa Maria la Nova, in cui vi sono le tombe di illustri membri della famiglia. Vi sono infine la cappella dei Rizzo sita nella Basilica di San Nicola di Bari e il Palazzo Riccio a Torchiara.

## Membri principali

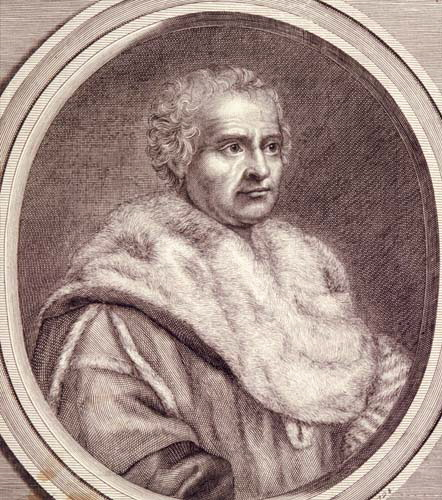
Michele Riccio fu il più celebre della famiglia

- Nicola Rizzo, medico e filosofo nel 1479, figlio di Francesco;
- Giovanni Sebastiano Rizzo, barone e giureconsulto;
- Giovanni Luigi Rizzo, barone, capitano del re Filippo II di Spagna;
- Giuseppe Rizzo, cappellano del Tesoro di San Gennaro, vivente nel 1645;
- Giovanni Luigi Rizzo, giureconsulto, canonico della Cattedrale di Napoli, consulente della Congregazione dell'Ordinario e vescovo di Vico Equense dal 1627;
- Emanuele, Giuseppe ed Ottavio Rizzo, cavalieri gerosolimitani;
- Uberto Rizzo, ciambellano della regina Giovanna I d'Angiò, da cui ricevette il Castello delle Franche. Si trasferì da Napoli a Castellammare di Stabia, divenendone patrizio[12];
- Baldovino ed Uberto Rizzo, rispettivamente regio consigliere e maestro giustiziere, figli del suddetto Uberto;
- Pietro Rizzo, conte di Buccino, siniscalco e viceré dell'Abruzzo;
- Francesco Rizzo, doganiere e regio tesoriere di Castellammare di Stabia e Napoli;
- Michele Rizzo, conte palatino, consigliere del re Alfonso V d'Aragona, presidente del Sacro Regio Consiglio, luogotenente del gran camerario e conservatore del real patrimonio e dei suggelli della Gran Corte della Vicaria, figlio del suddetto Francesco. Ricevette la concessione di aggiungere allo stemma di famiglia l'aquila imperiale;
- Nicolò Riccio, letterato e uomo d'arme, figlio del suddetto Francesco;
- Michele Riccio, giureconsulto ed ambasciatore, membro più celebre della famiglia, figlio del suddetto Nicolò[41];
- Giannotto Riccio, condottiero e colonnello;
- Giacomo Rizzo, capitano del re Alfonso V d'Aragona;
- Antonio Rizzo, arcivescovo di Reggio Calabria;
- Angelo Rizzo, consigliere e presidente del Sacro Regio Consiglio;
- Giuliano Rizzo, regio tesoriere e presidente della Regia Camera della Sommaria;
- Nicola Rizzo, capitano del re Renato d'Angiò-Valois;
- Andrea Rizzo, filosofo, vescovo di Telese e consigliere del re Carlo VIII di Francia;
- Girolamo Rizzo, anch'egli filosofo e consigliere del re Carlo VIII di Francia.